# Adamou-Kpara
 (février 2023).
Adamou-Kpara est l'un des villages de l'arrondissement de Bétérou, commune de Tchaourou dans le département du Borgou au centre du Bénin.

## Géographie

### Localisation
Adamou-Kpara est un village situé dans l'arrondissement de Bétérou, dans la commune de Tchaourou.

## Histoire
Adamou-Kpara est une subdivision administrative béninoise. Dans le cadre de la décentralisation au Bénin, il devient officiellement l'un des 61 villages de la commune de Tchaourou, le 27 mai 2013, après la délibération et adoption par l'Assemblée nationale du Bénin. Ceci se déroule lors de la séance du 15 février 2013 ayant abouti à l'adoption de la loi N° 2013-O5 du 15 février 2013 portant création, organisation, attributions et fonctionnement des unités administratives locales en République du Bénin,.